# Arbeitsgericht Opladen
Das Arbeitsgericht Opladen war ein preußisches Arbeitsgericht mit Sitz in Opladen.

## Geschichte
Gemäß Arbeitsgerichtsgesetz vom 23. Dezember 1926 wurden in Deutschland Arbeitsgerichte gebildet. Diese waren nur in der ersten Instanz organisatorisch selbstständige Gerichte, die Landesarbeitsgerichte waren den Landgerichten zugeordnet. Am Landgericht Düsseldorf entstand so 1927 das Landesarbeitsgericht Düsseldorf als eines von vier Landesarbeitsgerichten im Bezirk des Oberlandesgerichtes Düsseldorf. In Opladen entstand das Arbeitsgericht Opladen. Sein Sprengel umfasste den Bezirk des Amtsgerichts Opladen. Es bestand eine gemeinsame Kammer für Arbeiter und Angestellte und eine Kammer für Handwerk.
Nach der Besetzung Deutschlands durch die Alliierten wurden 1945 zunächst alle Gerichte geschlossen. Die ordentlichen Gerichte wurden schon bald wieder eröffnet, während die Arbeitsgerichte zunächst nicht wieder eingerichtet wurden, so dass arbeitsgerichtliche Streitigkeiten von den ordentlichen Gerichten erledigt werden mussten. Gemäß Kontrollratsgesetz 21 vom 30. März 1946 sollten in Deutschland Arbeitsgerichte aufgebaut werden. Das Arbeitsgericht Opladen entstand dabei nicht neu.